# Adam Gumpelzhaimer

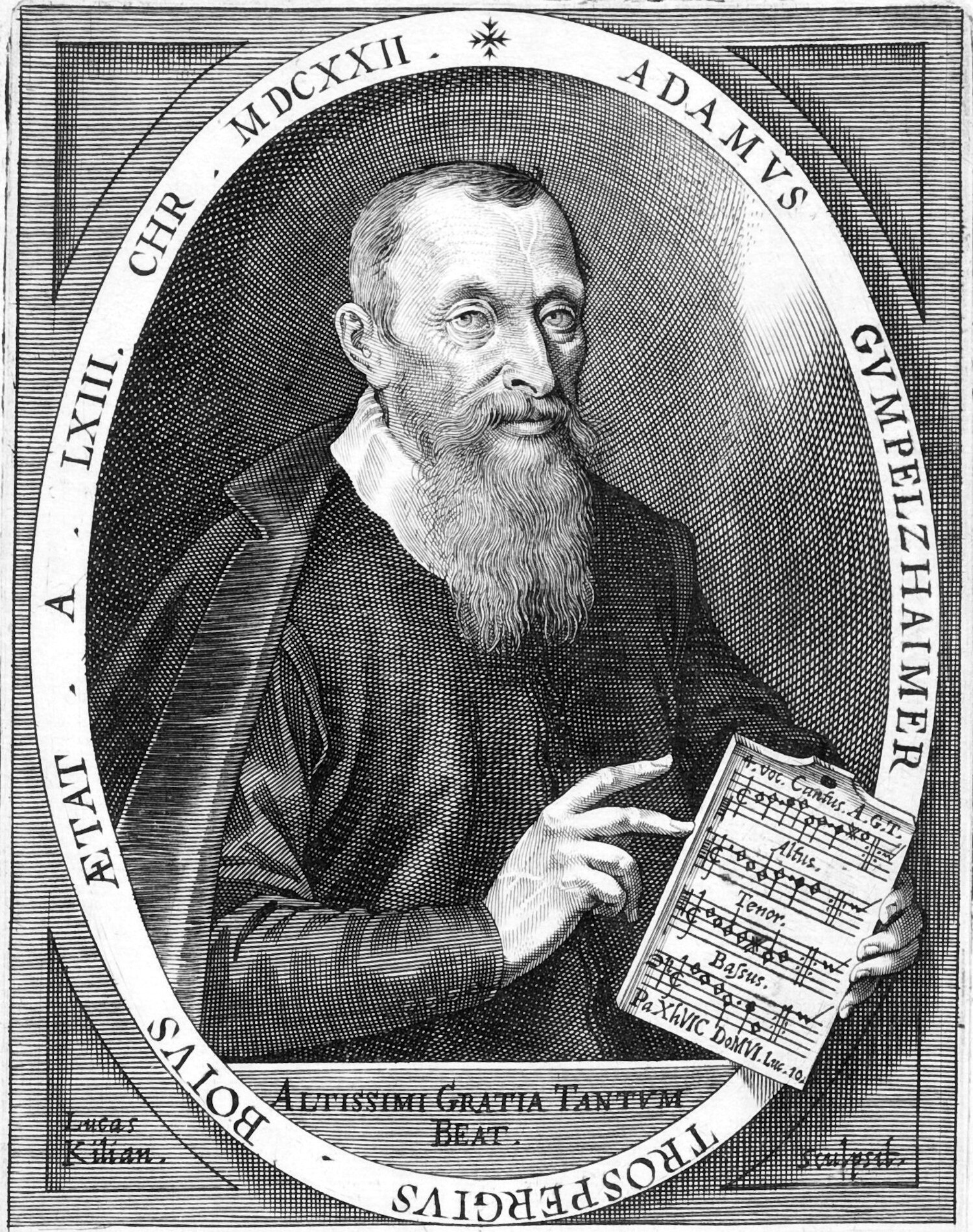
Adam Gumpelzhaimer, kopparstick av Lucas Kilian, 1622.

Adam Gumpelzhaimer, född 1559, död 3 november 1625, var en tysk tonsättare och musikteoretiker.
Gumpelzhaimer var från 1581 kantor vid Sankt Anna i Augsburg, skrev en stor mängd Geistliche Lieder, motetter och latinska sånger. Gumpelzhaimer bearbetade den tyska översättningen av Heinrich Fabers Compendium musicæ, som i Gupelzhamiers utgåva utkom i 13 upplagor mellan 1591 och 1681. En ny upplaga av Gumpelzhaimers kompositioner utgavs i Dänkmäler der Tonkunst in Bayern (1908).